# Lluís Bonifaç
|  | Per a altres significats, vegeu «Lluís Bonifaç (desambiguació)». |

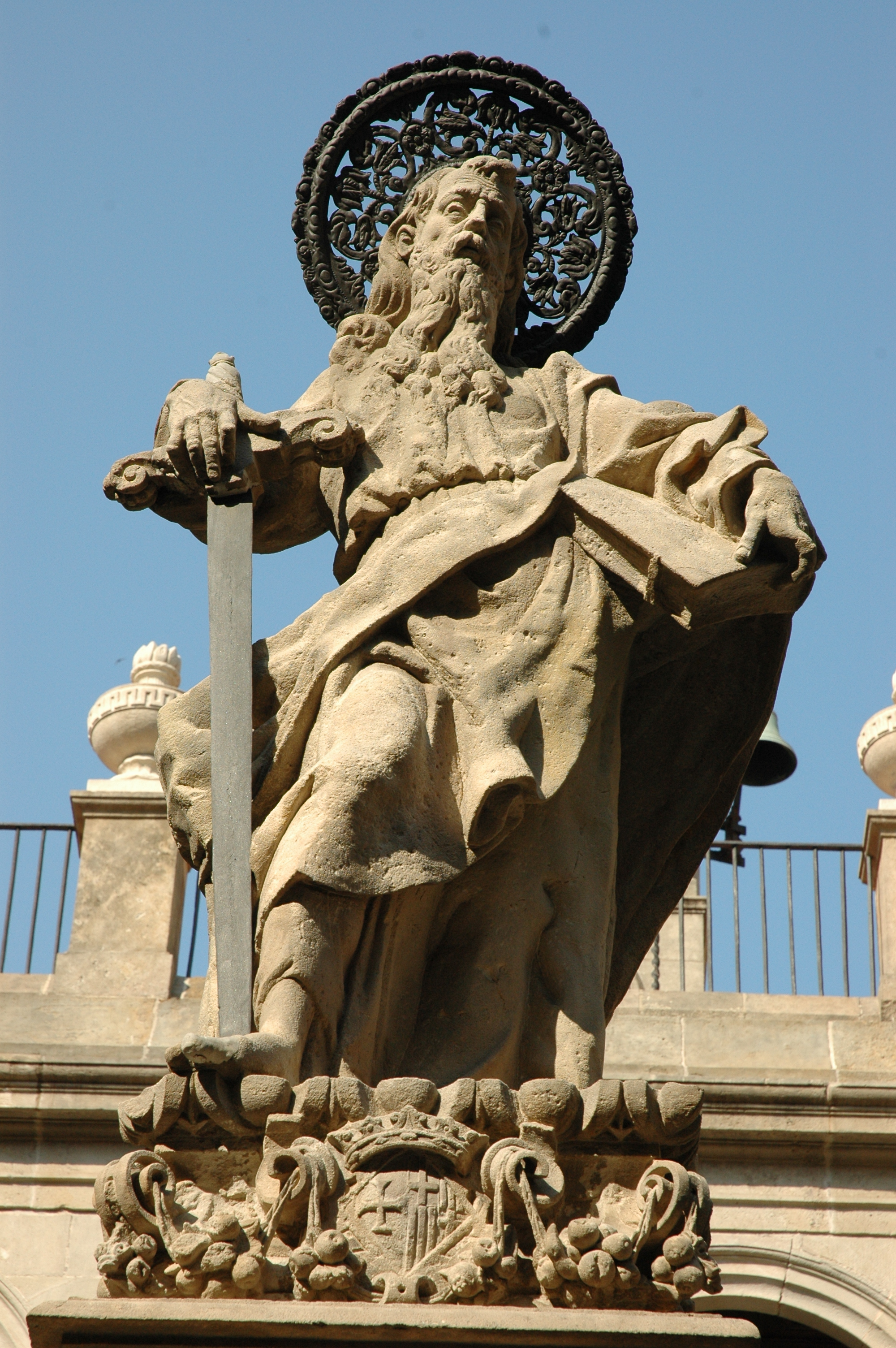
Imatge de Sant Pau a la Casa de Convalescència de Barcelona

Lluís Bonifaç, conegut com a Lluís Bonifaç el Vell (Tolosa de Llenguadoc - Riudoms, 1696), fou un escultor barroc occità que treballà majoritàriament a Catalunya.

## Biografia
Lluís Bonifàs el Vell -també conegut com «el besavi»- va ser un escultor barroc d'origen occità (Tolosa de Llenguadoc/Marsella) que va treballar majoritàriament a Barcelona i alhora l'iniciador indirecte de la nissaga d'escultors familiar dels Bonifàs en tant que el pioner fou el seu pare Francesc (també apareixen esmentats com els Bonifas/Bonifaz/Bonifaç/Bonifaci a causa de la seva variant en la grafia de cada llengua –francès, castellà, català-). La data del seu naixement encara no ha pogut ser precisada, motiu pel qual s'ha hagut de fer una aproximació segons els arxius de les primeres notícies del seu pare Francesc a Barcelona, uns arxius que posen de manifest la data d'arribada de la família a la ciutat comtal el 1663 pel que, havent arribat a Catalunya als 10-15 anys (segons els documents), Lluís Bonifàs el Vell hauria nascut entorn del 1648-1653. Malgrat que posteriorment el seu besnet Lluís Bonifaç i Massó (l'artista més conegut de la nissaga) el cités en els seus escrits com a fill de Barcelona (especificant el seu bateig a Santa María del Mar), sabem que aquestes afirmacions van ser producte d'una mescla d'informació entre el que figurava en els documents antics i les llegendes que li explicava el seu avi Lluís Bonifaç i Sastre, resultant ser aquest últim el Barceloní autèntic. Així doncs, aquest origen francès podria ser reforçat per alguns dels tractats de disseny escultòric escrits en llengua francesa que posseïa en la seva biblioteca i que sabem comprava durant els seus recurrents viatges a la ciutat de Marsella per connectar amb les seves arrels. Serà la seva formació com escultor i les noces amb la seva primera muller, Emerenciana Sastre (celebrades del 17 al 19 d'abril de 1676) els dos factors que el vincularien més estretament amb Barcelona.
Dos anys després del seu casament ja trobem les primeres mostres d'activitat artística en obres (documentades) realitzades per la seva mà, essent el seu últim treball a la ciutat datat en 1688, comprenent així un període de 10 anys de treball entre els quals destaca la seva participació activa en l'intent de la restauració del sistema gremial/de confraries (el 1679 van realitzar aquesta petició signada al Consell de Cent) juntament amb altres escultors de renom com per exemple Llàtzer Tramulles el Jove, amb qui col·laboraria en alguna obra i l'artista que es responsabilitzaria de la formació artística del seu fill Lluís Bonifàs i Masó – resulta estrany que no prengués al seu propi fill com a deixeble en el seu taller, ja que devia ser un taller amb destacable prosperitat de comitència-. Aquesta col·laboració es faria patent sobretot amb la posterior instal·lació de Lluís a la ciutat de Valls (1693), una zona que els Tramulles coneixien perfectament en tant que són els autors de gran part del Retaule Major de Sant Joan de Valls i d'altres obres significatives de la ciutat.
Cap al 1690 la seva muller moriria deixant-lo a càrrec el jove Lluís de 7 anys, que molt aviat es quedaria totalment orfe per la mort del seu pare el 1697. Abans, però, Lluís es tornaria a casar a finals d'aquell mateix any i engendraria a cinc fills més amb la seva nova esposa Mariàngela, amb qui viuria un any a Mataró mentre treballava en el Retaule del Roser. Sembla que havia marxat de Barcelona per l'alta competència professional, així que marxà a Valls per portar una vida més relaxada i propera als encàrrecs de nivell perifèric. Tot i així, el 1695 tornarà a mudar-se, aquest cop a Riudoms on treballarà juntament amb Pere Pau Vinyals (escultor i daurador) fins al dia de la seva mort, essent enterrat dins l'església parroquial de Sant Jaume de la mateixa ciutat.

### La nissaga
Pel que fa a la nissaga i a la seva prosperitat artística com a tal, deu el seu èxit a l'augment de demografia causat per la bonança agricultora rere la guerra de successió i l'arribada dels Borbons al tro (1705-1715), ja que és llavors quan les poblacions es van veure obligades a multiplicar la producció de mobiliari litúrgic: una gran oportunitat pels Bonifàs que no desaprofitarien el talent artístic que els va ser concebut per l'educació successòria de pares a fills que havia iniciat El Vell. Un clar exemple el conforma el fet que la població de Lleida fos la predilecta pel seu descendent més immediat, Lluís Bonifàs i Masó, ja que tot just començar el segle xviii la ciutat es va bastir de nombroses noves esglésies i parròquies que precisaven retaules i mobiliari de tota classe. Aviat la petita noblesa va començar a créixer en nombre i va enfocar el seu interès econòmic en el mecenatge, així trobem famílies destacables que serien responsables de la creació de moltes obres dels Bonifàs: els Baldrich, els Veciana, els Segarra de Valls, els Bofarull o els March de Reus són els exemples més ben documentats. De totes maneres no van ser els seus únics promotors, ja que el col·lectiu eclesiàstic va tenir un paper determinant en l'obra de tota la nissaga essent els responsables de diverses obres encarregades per a convents de Barcelona, Tarragona, Vilanova, Valls o Reus; convents de diferents ordes monàstics en les quals trobem caputxins, carmelites, dominicans, franciscans, etc. La constant reforma estilística cap al Barroc més tardà s'havia de fer patent amb nous retaules i programes iconogràfics que els Bonifàs van idear amb un enorme imaginari i una qualitat plàstica molt destacable.
En aquest context artístic tan competitiu, la justificació de la qualitat de les seves obres recau en gran part en l'àmplia biblioteca familiar que posseïen i que havia estat nodrida per cada artista com a reflex de la innovació estilística constant. Entre els títols que formen aquest repertori conservat per Cèsar Martinell, podem trobar tractats com “De Architectura” de Sebastiano Serlio, el desè llibre de “De Architectura” de Vitruvi, “De Arithmetica” d'Euclides, “L'art de desseigner” de Jean Cousin, “Il Bibienna” i “Architettura civile” de Ferdinando Galli, “Compendio matemático” de Tomàs Vicent Tosca, “Elementos de toda la architectura civil” del Pare Christiano Rieger i basat en els ideals de Vignola, “Varia commesuración para la escultura” de Juan de Arfe o “Secretos de artes liberales” de Bernardo Montón. Aquest son només uns pocs dels llibres que els Bonifàs utilitzarien com a referència teòrica pel seu treball i alhora són els que més evidencien la tendència cap a un art encara molt clàssic però amb un llenguatge plenament barroc. Aquesta biblioteca no era únicament reservada per la lectura dels mestres sinó que s'emprava també per la docència al taller per tal que els joves alumnes s'introduïssin al món de la geometria, del disseny, de les matemàtiques i de la morfologia arquitectònica dels retaules.

## Obra
La majoria d'obres de Lluís Bonifàs el Vell estan centrades en la retaulistica i en l'escultura, un art de culte i devoció als Sants i estretament relacionat amb l'escenografia pròpia del barroc i amb la decoració clàssica, abundant i ordenada. Malauradament moltes de les obres de Lluís Bonifàs han sigut o bé destruïdes a la Guerra Civil Espanyola o han desaparegut, fet que dota a l'artista d'un tarannà misteriós i enigmàtic. Entre les poques que s'han conservat, les seves obres més emblemàtiques van ser:

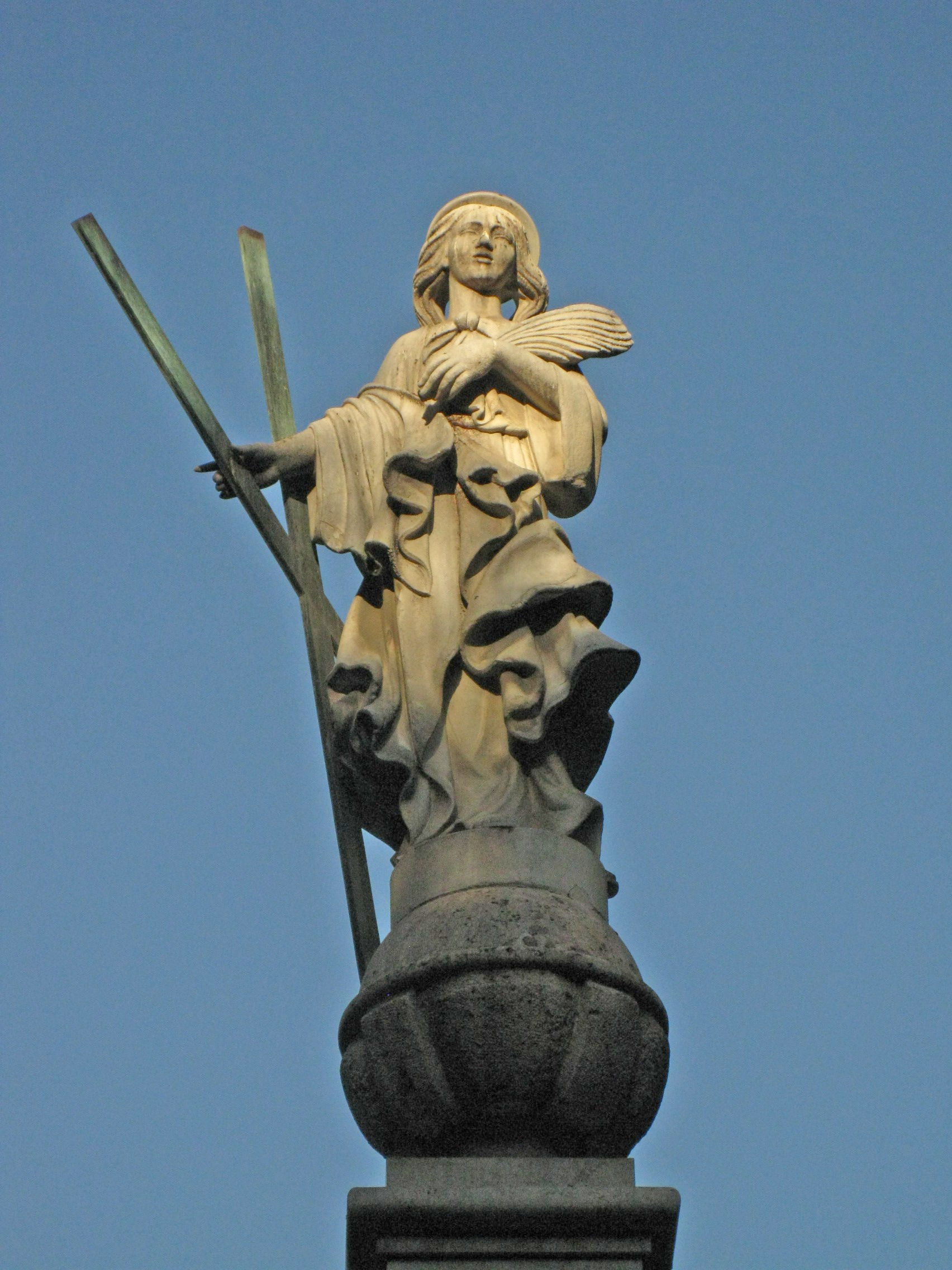
Còpia de l'escultura de Santa Eulàlia, al Pedró de Barcelona

- Sant Pau (1678): aquest Sant Pau de pedra va ser encarregat pels administradors per col·locar-lo a l'exterior de la Casa de Convalescència de Barcelona, ja que no estaven del tot satisfets amb el resultat de l'escultura anterior (encarregada a Domènec Rovira II). Lluís Bonifàs el Vell va crear una obra de tan bona qualitat que els mateixos comitents van decidir reservar-la per a la vista privada, sent col·locada a l'interior del pati i servint com a justificació per encarregar-li les vuit gàrgoles del mateix porticat a més de premiar-lo amb una quantitat de diners extraordinaris fora del preu acordat inicialment. Tal va ser l'èxit que també rebria l'encàrrec d'esculpir l'escut i la làpida commemorativa per a la porta principal i el d'uns escuts per a les portes de les cuines. Pel que fa a l'escultura en si, reposa sobre una base de pedra que sembla un pou al bell mig centre del pati porticat, una base amb un altar i quatre columnes molt austeres en consonància amb el disseny del conjunt de la balustrada que aporten al Sant un aspecte monumental i intimidant al més pur estil barroc. Sant Pau està dempeus sobre una base més petita decorada amb l'heràldica-escut de la ciutat, amb un seguit de fruites símbols de l'abundància i fulles d'acant recaragolades que aporten un intens joc de llums i ombres per les seves corbes i contracorbes. Porta els seus atributs clàssics: el llibre a la mà esquerra, recolzat en el seu propi maluc, provoca que l'aixella de la túnica s'obri donant lloc a uns plecs molt amplis i naturalistes que li arriben pràcticament fins al turmell; l'espasa a la mà dreta, recolzada la seva punta a la base, és de dimensions desproporcionades i sembla que comunica el caràcter pietós del Sant, perquè amb prou feines l'empunya. Va vestit amb una túnica àmplia de plegats molt plàstics que aporten encara més contundència a la imatge (destaca el plec transversal que va de l'espatlla esquerra fins al maluc contrari) i que insinuen un cos en postura prexitel·liana amb un peu avançat. El rostre va en consonància amb la túnica, ja que té una densa barba i un cabell molt llarg d'aspecte patriarcal que recorden a les divinitats antigues i que tenen un tractament volgudament voluptuós, quelcom que és rematat per una boca entreoberta de caràcter dramàtic, una mirada al cel i un enorme nimbus decorat amb motius florals. Cal esmentar que l'efecte visual d'avui en dia no tenia res a veure amb l'inicial, ja que l'espasa va ser platejada i el nimbus daurat per Ramón Pinós.

- Santa Eulàlia (1687): la patrona i màrtir per excel·lència de la ciutat de Barcelona va ser esculpida en marbre i amb alguns elements de bronze (la palma i la corona) que avui han desaparegut i que antigament van ser platejats – no sabem si pel mateix Lluís Bonifàs -. Tot i que l'original es conserva bastant deteriorada (només el cap), el seu emplaçament rere la mort de Lluís va ser el capdamunt d'un obelisc al mig de la plaça del Pedró, on avui podem veure la rèplica lluint els símbols del martiri (creu en aspa i palma). L'estil barroc i dens de Bonifàs és apreciable de nou tant en la túnica de plecs amplis com en l'expressió de patiment del rostre (mira cap amunt per la pietat divina).

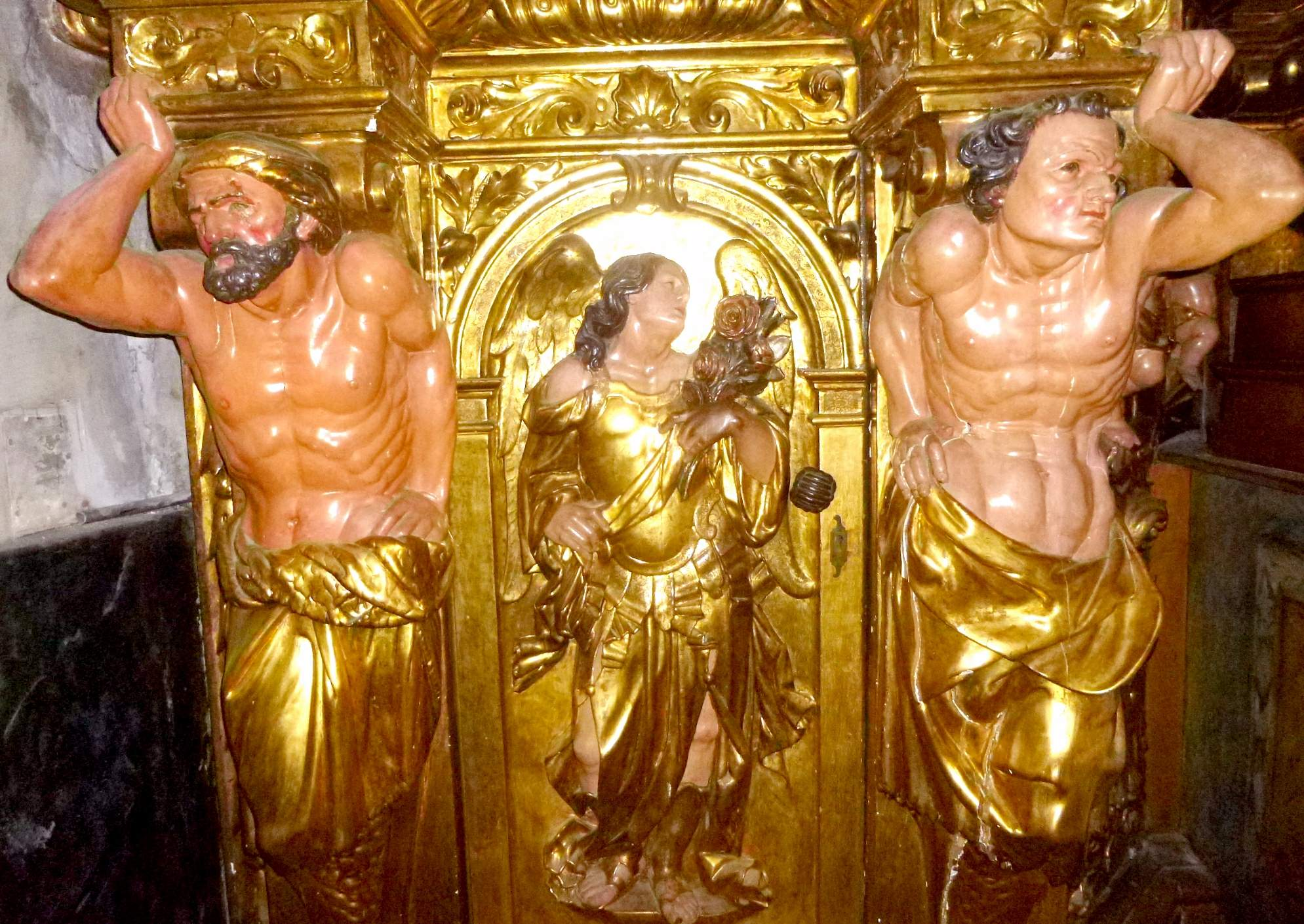
Part del basament del retaule de Mataró

- Basament del Retaule del Roser de Sta. Maria de Mataró: obra que va realitzar conjuntament amb Antoni Riera, fill del qual seria el responsable d'acabar-la (Marià Riera) entorn de 1691. De la mà de Bonifàs conservem la predel·la i sobretot els atlants que l'aguanten simbòlicament, unes figures robustes amb certa influència imbuïda de l'art miquelangelesc que demostren la inclusió del classicisme i els seus motius en l'obra d'un artista plenament barroc com Lluís (un altre motiu per creure en l'extensa biblioteca que posseïa).

- Figura de Sant Francesc Xavier de la capella de la Casa de Convalescència de l'Hospital de la Santa Creu de Barcelona (1679): l'escena de l'agonia del Sant l'única conservada de tot el retaule, va ser acabat de daurar el 1679 per Pere Pau Vinyals. En aquesta escena de gran qualitat tècnica hi veiem també una clara intenció emotiva que convida a l'adoració, ja que se’l veu en un context molt auster i amb una expressió agònica (acabava de ser abandonat a les costes de la Xina). La composició, el joc de llums i ombres, les sinuoses vestimentes i el crucifix que sosté completen la finor del retaule, un retaule que denota ja la maduresa absoluta de Bonifàs.

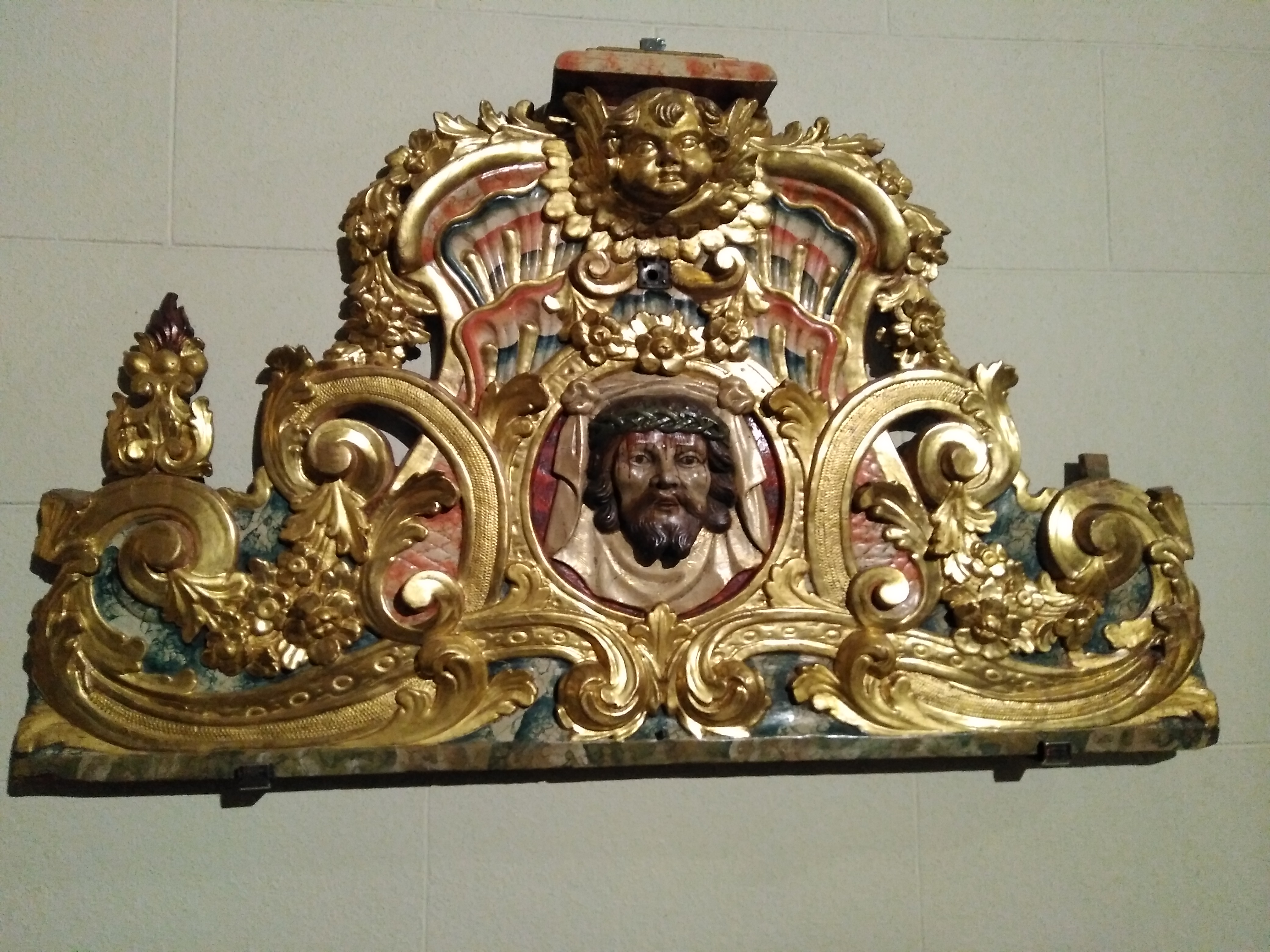
Part posterior del misteri de la Pietat de Riudoms, l'única part que es conserva

- Part posterior del misteri de la Pietat de Riudoms. Redescoberta i restaurada el 2019, està exposat a l'església de Sant Jaume de Riudoms. Formava part del pas de la Pietat, fet el 1930 però en què s'aprofitaren peces de l'antic pas barroc, en concret s'aprofitaren el frontal, la creu i la part posterior, però després de ser cremat durant la guerra civil només es conserva la part posterior.[1]

Finalment també se li atribueixen algunes de les imatges del Retaule de Santa Maria Magdalena a la Catedral de Barcelona però sabem que es tractà d'un encàrrec secundari purament enfocat cap a l'ornament.

Obres desaparegudes:
-1679, Retaule Major de la capella de la Casa de la Convalescència.
-1680, Sant Crist de l'església parroquial de Maldà.
-1687, Dues tribunes pel presbiteri de Santa Caterina (col·laborant amb Miquel Gra).
-1693, Retaule de Sant Pau per l'església de Sant Joan de Valls (destruït a la guerra civil 1936).
-1693, Retaule de Sant Isidre (col·laborant amb Joan Oliver de Valls).
-1693, Grup del purgatori de les ànimes per l'església de Sant Joan de Valls (temes macabres) –destruït a la guerra civil, 1936-.
-1695, Retaule de la Mare de Déu del Roser, a l'església de Sant Jaume de Riudoms. Contractat per la confraria del Roser de Riudoms i finalitzat abans d'hora, Lluís havia sigut nomenat mestre escultor de la ciutat de Barcelona tot i treballar a Riudoms. El retaule tenia forma còncava i reticular però amb la fornícula central molt avançada, ja que hi havia la imatge de la Verge del Roser amb l'Infant envoltada per màrtirs i escenes del calvari (fou destruït a la guerra civil, 1936).
-1695, Civera processional de la Mare de Déu Assumpta.
-1696, Caixa de l'orgue de Sant Andreu de la Selva del Camp (destruït a la guerra civil, 1936).
-1697, Retaule de la confraria de Santa Llúcia (no va poder acabar per la seva mort i la seva finalització es va encarregar a Pere Pau Vinyals; fou destruït també el 1936).